# Stożek rogówki
Stożek rogówki (łac. keratoconus, od gr. κέρας (keras), róg, i łac. conus, stożek) – degeneracyjna, niezapalna choroba rogówki oka, której przebieg charakteryzują zmiany w strukturze rogówki prowadzące do jej ścieńczenia i nadmiernego uwypuklenia. W wyniku choroby krzywizna rogówki przybiera odbiegający od normalnego stożkowaty kształt. Stożek rogówki może prowadzić do znacznego zaburzenia wzroku – pacjenci często skarżą się na niewyraźne lub mnogie widzenie obrazu oraz nadwrażliwość na światło. Wbrew powszechnemu przekonaniu o rzadkości choroby, stożek jest najczęściej spotykaną dystrofią rogówki, która występuje z taką samą częstotliwością we wszystkich grupach etnicznych na całym świecie i dotyka około jedną na tysiąc osób. Choroba zostaje zazwyczaj rozpoznana w wieku dorastania, a jej najostrzejsze stadium przypada pomiędzy 20. a 30. rokiem życia.
Stożek rogówki to choroba stosunkowo mało znana, o nieokreślonej etiologii oraz trudnym do przewidzenia przebiegu. Przy nasileniu zaburzenia w obu oczach występujące przy stożku pogorszenie wzroku może sprawiać trudności podczas czytania czy prowadzenia samochodu. Osobom cierpiącym na ten rodzaj dystrofii nie grozi jednak całkowita utrata wzroku – dzięki korekcyjnym szkłom kontaktowym większość pacjentów może prowadzić samochód i normalnie funkcjonować. W bardziej zaawansowanych stadiach konieczne może być leczenie chirurgiczne. Stożek rogówki pozostaje swego rodzaju zagadką, niemniej jednak włączenie odpowiednich metod leczenia klinicznego i chirurgicznego umożliwia skuteczne prowadzenie pacjenta, często bez większego wpływu choroby na jakość jego życia.

## Historia

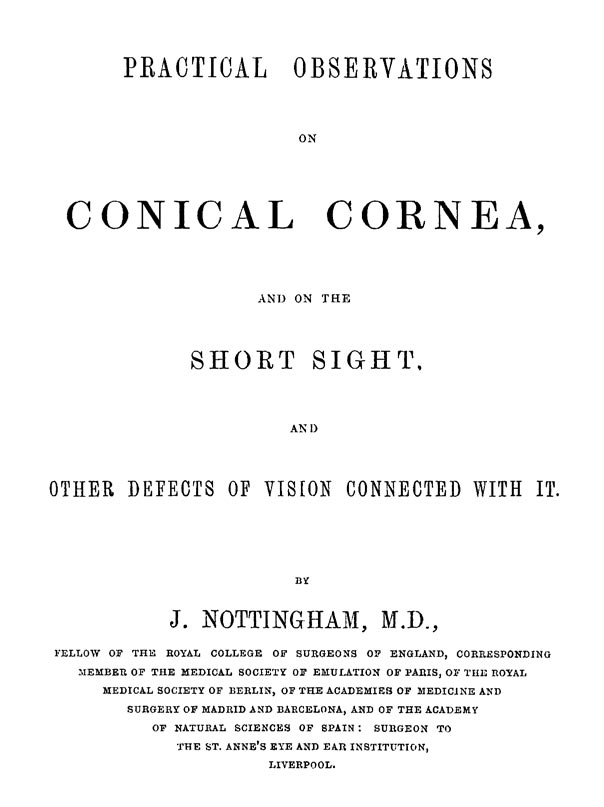
Przełomowa praca Johna Nottinghama pt. „Praktyczne obserwacje na temat stożkowatej rogówki” z 1854 roku.

W swojej pracy doktorskiej niemiecki okulista Burchard Mauchart przedstawił w 1748 roku wczesny opis stożka rogówki pod nazwą staphyloma diaphanum. Jednakże dopiero w 1854 roku brytyjski lekarz John Nottingham jasno opisał stożek rogówki jako jednostkę chorobową wyodrębnioną spośród innych ektazji rogówki. Nottingham opisał kilkadziesiąt przypadków „stożkowatej rogówki” zaobserwowanych u swoich pacjentów wraz z kilkunastoma typowymi objawami choroby, takimi jak poliopia, osłabienie rogówki oraz problemy z dopasowaniem odpowiednich dla wady pacjenta szkieł okularowych.
Kolejny krok w rozwoju wiedzy klinicznej na temat stożka rogówki medycyna zawdzięcza brytyjskiemu chirurgowi Williamowi Bowmanowi, który w 1859 roku zdiagnozował chorobę przy pomocy oftalmoskopu. Bowman opisał kąt nachylenia, pod którym należy ustawić lusterko przyrządu (zaprojektowanego w tym okresie przez niemieckiego lekarza i fizyka Hermanna von Helmholtza), aby wyraźnie dostrzec stożkowaty kształt rogówki. Bowman próbował także przywrócić wzrok przez podciągnięcie tęczówki za pomocą cienkiego haczyka wprowadzonego przez rogówkę i rozciągnięcie źrenicy do pionowej wąskiej szparki jak u kota. Doniósł o osiągnięciu pewnego stopnia sukcesu za pomocą tej techniki, przywracając wzrok 18-letniej kobiecie, która wcześniej nie była w stanie policzyć swoich palców z odległości 20 cm.
Gdy w 1869 roku przodujący szwajcarski okulista Johann Horner napisał pracę pod tytułem „Na temat leczenia stożka rogówki”, obecnie stosowany termin przyjął się już jako nazwa choroby. Leczenie w tamtym czasie, lansowane przez wiodącego niemieckiego okulistę Albrechta von Gräfe, było próbą przywrócenia naturalnego kształtu rogówki poprzez chemiczną kauteryzację roztworem azotanu srebra oraz nałożenie opatrunku uciskowego nasączonego środkiem wywołującym zwężenie źrenic.
W marcu 1888 roku francuski lekarz Eugène Kalt przedstawił pracę, w której opisał zastosowanie szklanej muszelki twardówkowej własnego projektu w celu spłaszczenia rogówki i poprawy wzroku. W ten sposób nowo wynalezione szkło kontaktowe znalazło jedno ze swoich pierwszych zastosowań w leczeniu stożka rogówki. Od początku XX wieku liczne badania przyczyniły się do poszerzenia wiedzy na temat patologii i przyczyn choroby oraz zwiększenia zakresu metod jej leczenia.

## Charakterystyka choroby

### Objawy

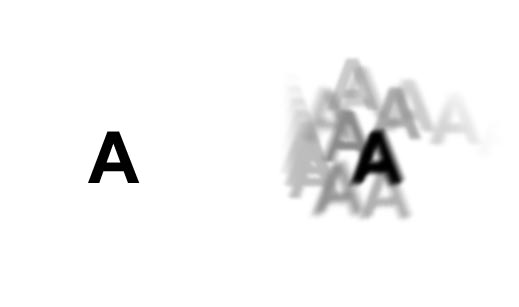
Symulacja widzenia mnogiego u pacjenta ze stożkiem rogówki.
„...świeca, gdy się na nią patrzy, wygląda jak liczne źródła światła, które bezładnie wpadają jedne na drugie”

Subiektywnymi objawami stożka rogówki są:
- swędzenie i zaczerwienienie oczu
- nadwrażliwość na światło (fotofobia)
- szybko postępujące pogorszenie ostrości wzroku
- objaw halo wokół źródła światła (rozmycie ostrości widzenia)
- rozmywanie się obrazu (poliopia jednooczna)

We wczesnym stadium choroby pacjenci zgłaszają się do okulisty, aby skorygować nieznaczną wadę wzroku przy pomocy okularów do bliży lub dali. W miarę rozwoju stożka następuje pogorszenie widzenia oraz nasilenie objawów chorobowych. Ostrość wzroku ulega obniżeniu zarówno przy bliży jak i dali, a widzenie nocne jest często zdecydowanie gorsze od dziennego. Wada refrakcji może być znacznie większa w oku lewym niż w prawym lub odwrotnie. U niektórych pacjentów występuje też światłowstręt, swędzenie i lub przesilenie oczu na skutek mrużenia przy czytaniu. Na ogół chorobie nie towarzyszy jednak ból.
Charakterystycznym objawem stożka rogówki jest poliopia jednooczna, czyli widzenie mnogie. Naturę tego zaburzenia najlepiej ilustruje patrzenie na jasny punkt na ciemnym tle, gdzie zamiast jednego obrazu pacjent widzi ich wiele, chaotycznie rozrzuconych w przestrzeni. Układ tych obrazów często ulega zmianom w dłuższych okresach.
W krańcowych przypadkach ostrość widzenia jest tak zaburzona, że chorzy mówią o sobie, że są „Ślepcami widzącymi światło” (wskutek zachowania częściowej przezierności rogówki i braku uszkodzenia aparatu odbiorczego oka bodźce wzrokowe zostają odbierane, lecz jako zniekształcone).

### Semiotyka choroby i rozpoznanie
Przed przystąpieniem do badania wzroku stożek rogówki zostaje często rozpoznany na podstawie wywiadu. Szczególną uwagą zwraca się na główne dolegliwości i objawy, przebyte choroby lub urazy, które mogły uszkodzić narząd wzroku, oraz na wywiad rodzinny chorób oczu. Następnie ocenia się ostrość wzroku w badaniu dalekiego widzenia z użyciem tablicy Snellena. Kolejnym krokiem jest miejscowy pomiar krzywizny rogówki przy pomocy ręcznego keratometru, a wykrycie nieregularnego astygmatyzmu zwiększa prawdopodobieństwo obecności stożka rogówki. W zaawansowanym stadium rogówka może przekroczyć możliwości techniczne instrumentu. Dodatkowym wskaźnikiem diagnostycznym jest retinoskopia. Badanie to polega na skierowaniu promienia światła na siatkówkę pacjenta obserwującego odblask, przy jednoczesnym oddalaniu i przybliżaniu źródła światła. Podczas retinoskopii u osób ze stożkiem rogówki obserwuje się objaw nożycowy, pacjenci widzą przybliżające i oddalające się promienie światła niczym poruszające się ostrza nożyc.
Przy podejrzeniu o stożek rogówki sprawdza się obecność innych, charakterystycznych zmian obiektywnych, badając rogówkę w lampie szczelinowej. Zaawansowany stożek można jednoznacznie rozpoznać przed przystąpieniem do specjalistycznych metod diagnostycznych. W około połowie oczu z tym rodzajem dystrofii przy dokładnym badaniu widoczny jest pierścień Fleischera, okrąg o barwie od żółtobrązowej po oliwkowozieloną powstający w wyniku osadzenia hemosyderyny z tlenku żelaza w nabłonku rogówki. Pierścień Fleischera jest blady i może nie być widoczny we wszystkich przypadkach, ale zastosowanie filtru niebieskiego znacznie ułatwia jego rozpoznanie. Podobnie u około 50% pacjentów występują linie Vogta, drobne rozstępy powstające w rogówce pod wpływem napięcia towarzyszącego rozciąganiu i ścieńczaniu wystającego stożka. Przy naciśnięciu gałki ocznej linie te chwilowo zanikają. U pacjentów z zaawansowanym stożkiem rogówki można zaobserwować objaw Munsona, uwypuklenie w kształcie litery V w dolnej powiece przy spuszczonym wzroku. Objaw Munsona nie jest zazwyczaj diagnostycznie istotny, albowiem, mimo iż zalicza się do klasycznych zmian obiektywnych, obserwuje się go stosunkowo późno, po wystąpieniu innych objawów klinicznych.

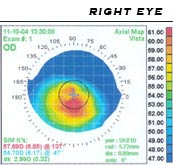
Topografia rogówki pacjenta ze stożkiem rogówki

Ręczny keratoskop, zwany również krążkiem Placido, dostarcza prostego, nieinwazyjnego obrazu powierzchni rogówki, wyświetlając na niej serię koncentrycznych pierścieni światła. Pewniejszego rozpoznania dostarcza topografia rogówki. W badaniu tym topograf rzutuje na rogówkę świetlisty wzór, uzyskując jej topologię w analizie komputerowej. Mapa topograficzna przedstawia wszelkie zaburzenia i blizny na rogówce, oraz stożek widoczny w charakterystycznym spadku krzywizny, leżącym przeważnie poniżej osi optycznej oka. Metodą tą można zarejestrować stopień oraz zakres deformacji rogówki jako miernik w ocenie tempa rozwoju choroby. Topografia jest szczególnie przydatna w wykryciu stożka rogówki we wczesnym stadium, przed wystąpieniem innych objawów.
Wykryty stożek rogówki można zdiagnozować według stopnia zaawansowania choroby posługując się poniższymi wytycznymi:
- spadek największej krzywizny: stożek łagodny (< 45 D), średni (do 52 D), lub ostry (> 52 D);
- morfologia stożka: stożek brodawkowy (mały: 5 mm przy środku), owalny (duży, poniżej środka i często zwisający), lub ogólny (obejmujący ponad 75% rogówki);
- grubość rogówki: od łagodnego (> 506 µm) do zaawansowanego (< 446 µm).

Rozpowszechnienie topografii rogówki spowodowało, że niektórzy lekarze rzadziej korzystają z powyższych wytycznych.

### Epidemiologia
Amerykański Narodowy Instytut Oka (National Eye Institute) podaje, że stożek rogówki jest najczęstszą dystrofią rogówki w Stanach Zjednoczonych, dotykając w przybliżeniu 1 na 2000 Amerykanów, lecz niektóre raporty podają liczbę aż 1 na 500. Niespójność ta może być spowodowana zmiennościami w zakresie kryteriów diagnostycznych. Niektóre przypadki zaawansowanego astygmatyzmu mogą być zinterpretowane jako stożek rogówki, a graniczne przypadki stożka rogówki jako astygmatyzm.
Sugeruje się, że zarówno mężczyźni jak i kobiety, a także wszystkie narodowości, wydają się jednakowo podatne na tę chorobę, lecz niektóre, niedawne badania naukowe podają to w wątpliwość, sugerując wyższą chorobowość wśród kobiet. Literatura jednakże różni się w określeniu stopnia różnic zapadalności pomiędzy płciami. Także badania przeprowadzone w Wielkiej Brytanii sugerują, że ludzie o pochodzeniu azjatyckim mają 4,4 raza większe prawdopodobieństwo wystąpienia stożka rogówki od rasy białej, a także większe prawdopodobieństwo wcześniejszego początku choroby.
Keratoconus najczęściej dotyka oboje oczu, chociaż zaburzenie jest zazwyczaj asymetryczne i rzadko w pełni jednakowe w obu oczach. Przypadki jednostronnego stożka rogówki są raczej rzadkie i mogą być w rzeczywistości wielką rzadkością, jeśli bardzo łagodny stan w lepszym oku jest po prostu poniżej zdolności klinicznej wykrywalności. Bardzo często zdarza się, że keratoconus jest rozpoznawany najpierw w jednym oku, a dopiero później również w drugim. Z czasem, gdy stan dystroficzny postępuje w obu oczach, wzrok w oku, które jako pierwsze uległo pogorszeniu, będzie słabszy niż w drugim.

### Rokowanie i przebieg choroby
U większości pacjentów ze stożkiem rogówki początkowo stwierdza się, przeważnie we wczesnym okresie dojrzewania, łagodny astygmatyzm. Rozpoznanie stożka następuje w konsekwencji przed 18. lub tuż po 20. roku życia. W rzadkich przypadkach choroba może wystąpić u dzieci lub ujawnić się dopiero w późnych latach wieku dojrzałego. Rozpoznanie u młodego pacjenta może wskazywać na większe prawdopodobieństwo poważniejszego przebiegu choroby w późniejszym wieku. We wczesnym stadium stożka rogówki wzrok pacjentów ulega okresowym pogorszeniom i poprawie, co sprawia, że w ciągu kilku miesięcy osoby te wielokrotnie zmieniają moc szkieł okularowych. W większości przypadków, wraz z rozwojem choroby konieczne jest zastąpienie okularów soczewkami kontaktowymi. Przebieg stożka rogówki bywa różny, u niektórych pacjentów choroba utrzymuje się w jednym stadium przez wiele lat lub stale, u innych rozwija się gwałtownie lub przybiera formę okresowych pogorszeń pomimo ogólnie łagodnego przebiegu. Stożek rogówki najczęściej rozwija się przez 10 do 20 lat, po czym następuje zatrzymanie zmian.

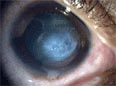
Obrzęk rogówki

W stadium zaawansowanym wybrzuszenie rogówki może prowadzić do miejscowego pęknięcia błony Descemeta, czyli wewnętrznej warstwy rogówki. Ciecz wodnista z przedniej komory oka przecieka do warstwy rogówki przed zasklepieniem się pęknięcia. Towarzyszy temu ból oraz nagłe zamglenie widzenia, a rogówka nabiera przezroczystej, mlecznobiałej barwy. Zjawisko to zwane jest obrzękiem rogówki (hydrops corneae). Mimo iż obrzęk budzi niepokój, jest on zazwyczaj tymczasowy i po 6 – 8 tygodniach rogówka odzyskuje swoją pierwotną przejrzystość. Proces odnowy można przyśpieszyć nieoperacyjnie, zakładając opatrunek z roztworem soli działającej osmotycznie. Mimo iż w wyniku obrzęku zwiększa się przeważnie liczba blizn na rogówce, zjawisko to może prowadzić do spłaszczenia jej krzywizny, ułatwiając w ten sposób dopasowanie i zakładanie soczewek korekcyjnych. W skrajnych przypadkach w wyniku dużego ścieńczenia rogówki dochodzi do częściowego pęknięcia tkanki, a miejsce pęknięcia wypełnia ciecz wodnista, tworząc obrzęk w kształcie perły. Aby uniknąć perforacji rogówki i zachować oko, w sytuacji perły na rogówce konieczne może być bezzwłoczne przeszczepienie tkanki.

## Patofizjologia i źródło choroby

Porównanie prawidłowego oka z okiem ze stożkiem rogówki

Pomimo bogatego dorobku badań nad stożkiem rogówki, etiologia choroby pozostaje swego rodzaju tajemnicą. Według amerykańskiej Krajowej Organizacji na rzecz Stożka Rogówki (National Keratoconus Foundation), przypuszczalną przyczyną choroby jest szereg różnych uwarunkowań: genetycznych, środowiskowych lub komórkowych, z których każde może być czynnikiem wyzwalającym początek stożka. Po uaktywnieniu, choroba zazwyczaj rozwija się poprzez progresywny rozkład błony Bowmana – warstwy znajdującej się pomiędzy nabłonkiem a istotą właściwą rogówki. W momencie zetknięcia się tych dwu warstw zmiany komórkowe oraz strukturalne w rogówce zaburzają jej jedność, prowadząc do charakterystycznego dla choroby wybrzuszenia i blizn. W każdej rogówce keratoktonicznej można znaleźć obszary zwyrodnieniowego ścieńczenia obok obszarów zabliźniających się.
Doświadczane przez pacjentów zniekształcenie obrazu jest wynikiem nierównej powierzchni rogówki oraz powstających na jej wierzchołku blizn. Czynniki te sprawiają, że na rogówce tworzą się obszary przesyłające obraz do wielu miejsc na siatkówce, czego objawem jest poliopia jednooczna. Efekt ten może się nasilać przy słabym świetle, gdy przywykła do ciemności źrenica rozszerza się, odsłaniając większą powierzchnię nierównej rogówki. Blizny są prawdopodobnie wynikiem zwyrodnienia rogówki, mimo to przeprowadzone w ostatnich latach duże badanie wieloośrodkowe wykazało, że ścieranie na skutek noszenia szkieł kontaktowych może zwiększyć ryzyko ich wystąpienia ponad dwukrotnie.
Według pewnej liczby badań rogówka keratoktoniczna sygnalizuje podwyższoną aktywność poprzez obecność proteaz (klasy enzymów odpowiedzialnych za rozpad części połączeń krzyżowych między włóknami kolagenu w istocie właściwej rogówki) z równocześnie obniżoną aktywnością ich inhibitorów. Inne badania sugerują, że przyczyną nagromadzenia wolnych rodników oraz organizmów utleniających w rogówce jest obniżona aktywność dehydrogenazy aldehydowej. Wszystko wskazuje na to, że bez względu na przebieg procesu patofizjologicznego zmiany w rogówce prowadzą do jej wyniszczenia: zmniejszenia grubości oraz obniżenia wytrzymałości i sztywności biomechanicznej.
Odnotowano również predyspozycje genetyczne do stożka rogówki, takie jak przypadki zachorowań u obydwu bliźniaków jednojajowych oraz, w pewnych rodzinach, występowanie choroby z pokolenia na pokolenie. Częstość występowania choroby wśród osób blisko spokrewnionych nie jest dokładnie ustalona. Według badań wskaźnik dla tej grupy waha się pomiędzy 6 a 19%, czyli o wiele wyżej niż wśród osób niespokrewnionych.
Nie zidentyfikowano jednoznacznie genu odpowiedzialnego za stożek rogówki. Według dwóch badań – przeprowadzonych w odizolowanych i w dużym stopniu genetycznie jednorodnych populacjach, gen keratoktoniczny znajduje się albo na chromosomie 16q albo 20q. Większość badań genetycznych akceptuje jednak model dziedziczenia autosomalny dominujący.
Choroba występuje częściej u osób z zespołem Downa (trisomia 21), jednak powód tej korelacji nie został jeszcze ustalony.
Stwierdzono również zwiększone ryzyko wystąpienia stożka rogówki (razem z innymi zaburzeniami w obrębie oczu) u osób z zespołem Alporta (według jednego z badań ryzyko to wynosi 6,7%), a także z zespołem Marfana i Ehlersa-Danlosa oraz we wrodzonych wadach układu wzrokowego. Stożek rogówki jest również wiązany z chorobami atopowymi, do których należą: astma, alergie oraz egzema (stożek może wystąpić jako powikłanie atopowego zapalenia skóry). Często zdarza się, że pacjent cierpi na kilka lub wszystkie z tych dolegliwości. Według wielu badań intensywne tarcie oczu może sprzyjać rozwojowi choroby, dlatego też zaleca się, aby pacjenci ze stożkiem rogówki oduczyli się tego nawyku.

## Leczenie

### Leczenie zachowawcze
- w początkowym okresie, gdy występują tylko objawy astygmatyzmu – korekcja okularowa
- soczewki kontaktowe „miękkie”
- soczewki kontaktowe „twarde” w przypadku znacznych zmian krzywizn rogówki
- ryboflawina podawana w kroplach z następowym naświetlaniem UV-A (metoda niezaakceptowana we wszystkich krajach)

#### Soczewki kontaktowe
We wczesnych stadiach stożka rogówki korekcję łagodnego astygmatyzmu można uzyskać przy pomocy szkieł okularowych. W miarę rozwoju choroby okulary nie są w stanie zapewnić zadowalającej ostrości wzroku i większość lekarzy wprowadza do leczenia soczewki kontaktowe.

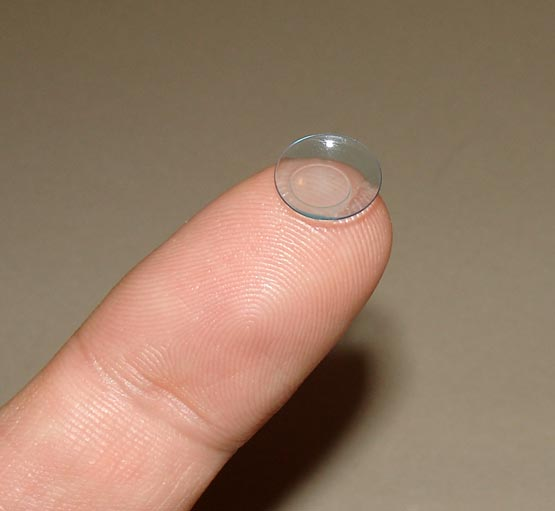
Stosowana w leczeniu stożka rogówki twarda soczewka gazoprzepuszczalna

Szkła kontaktowe dla osób ze stożkiem rogówki korygują wzrok poprzez wypełnienie płynem łzowym przestrzeni pomiędzy nierówną powierzchnią rogówki a równą wewnętrzną warstwą soczewki, niejako wygładzając w ten sposób rogówkę. Istnieje szeroka gama specjalistycznych soczewek opracowanych do korekcji stożka rogówki. Osoby dotknięte tym rodzajem dystrofii powinny szukać pomocy zarówno u lekarzy okulistów specjalizujących się w zaburzeniach rogówki, jak i optyków z doświadczeniem w dopasowywaniu soczewek i prowadzeniu pacjentów ze stożkiem rogówki. Nieregularny stożek stanowi wyzwanie dla zakładu, którego specjaliści będą starali się skonstruować soczewkę o styczności, stabilności i pochyłej optymalnie dopasowanej do rogówki pacjenta. Często dobór odpowiednich szkieł przebiega metodą prób i błędów.
Tradycyjne szkła kontaktowe dla tej grupy pacjentów to sztywne soczewki gazoprzepuszczalne, tzw. twarde. Od pewnego czasu dostępne są również soczewki hydrofilne, tzw. miękkie. Ten rodzaj szkieł kontaktowych często jednak przybiera kształt stożka, tracąc swoje cechy lecznicze. Aby nie doszło do zniekształcenia soczewki, w ostatnich latach opracowano szkła hybrydowe, składające się z twardej części środkowej i miękkich brzegów. Należy pamiętać, że zarówno soczewki miękkie jak i hybrydowe nie dają satysfakcjonujących efektów u wszystkich pacjentów.
Dla niektórych pacjentów wygodnym rozwiązaniem dającym dużą poprawę wzroku jest noszenie duosystemów (ang. piggy-back), czyli twardych, korygujących soczewek gazoprzepuszczalnych na miękkich soczewkach nośnych, z których każda zapewnia pewien stopień korekcji. Aby uzyskać lepszą styczność soczewek, jeden z rodzajów duosystemów stosuje soczewkę miękką ze specjalnie uwypuklonym środkiem. Dopasowanie duosystemów wymaga wprawy od optyka oraz tolerancji oka pacjenta.
W zaawansowanych stadiach choroby lub przy bardzo nieregularnym stożku wprowadza się czasem soczewki twardówkowe, które pokrywając znacznie większą część powierzchni oka, zapewniają lepszą stabilność. Ze względu na swoją wielkość soczewki twardówkowe mogą być niewygodne lub nieatrakcyjne dla niektórych pacjentów, jednak dzięki łatwiejszemu zakładaniu mogą być preferowane przez mniej zręcznych, na przykład osoby w starszym wieku.

#### Leczenie ryboflawiną
Naukowcy z Uniwersytetu Technicznego w Dreźnie opracowali nową metodę leczenia stożka rogówki, polegającą na jednorazowej aplikacji ryboflawiny w postaci kropli do oczu. Ryboflawina uaktywniona około 30-minutowym naświetlaniem promieniami UV-A zwiększa sieciowanie kolagenu istoty właściwej, dzięki czemu rogówka odzyskuje część wytrzymałości mechanicznej.
Chociaż nie wszystkie kraje akceptują nową metodę, drezdeńscy naukowcy odnieśli już pewien sukces. Przy pomocy ryboflawiny spowolnili lub zatrzymali rozwój choroby, a w kilku przypadkach odnotowali regresję, szczególnie przy połączeniu zabiegu z wszczepieniem pierścieni śródrogówkowych. Wprawdzie metoda ta jest na etapie badań klinicznych i jak do tej pory przeprowadzono stosunkowo niewiele zabiegów, ale jej wyniki dają nadzieję na leczenie wczesnych stadiów choroby. Korekcja soczewkami kontaktowymi może być konieczna także po zabiegu, wzrok pacjenta jednak nie powinien ulegać dalszemu pogorszeniu, co zmniejszy liczbę przypadków wymagających przeszczepu.

### Leczenie operacyjne
- przeszczep rogówki
- epikeratofakia (zwana też keroplastyką lub epikeratoplastyką)
  - epikeratofakia przednia (ang. DALK – Deep Anterior Lamellar Keratoplasty), w przypadku uszkodzenia przednich warstw rogówki
  - epikeratofakia tylna (ang. DLEK – Deep Lamellar Edothelial Keratoplasty)
- wszczepienie pierścieni rogówkowych
- wszczepienie zamkniętego pierścienia (ang. CISIS – Corneal IntraStromal Improvement System)
- keratotomia radialna (niezaakceptowana jako metoda lecznicza we wszystkich krajach, poprzednio stosowana w zabiegach leczenia krótkowzroczności)

#### Przeszczep rogówki

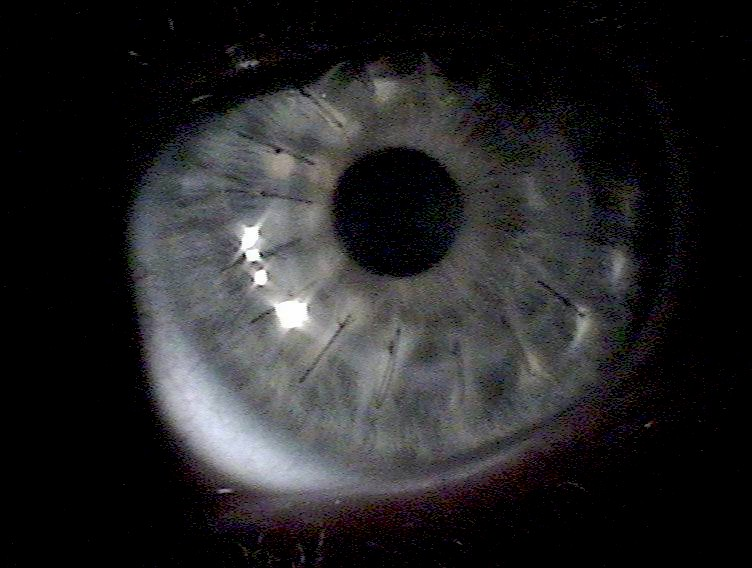
Przeszczepiona rogówka

W 10 do 25% przypadków stożek rogówki osiąga stadium, w którym leczenie zachowawcze nie przynosi poprawy, ścieńczenie rogówki osiąga niebezpieczny poziom, lub powstające w wyniku noszenia korekcyjnych szkieł kontaktowych blizny prowadzą do wystąpienia komplikacji. W takich przypadkach konieczne może być przeszczepienie rogówki (keratoplastyka drążąca). Stożek rogówki jest najczęstszą przyczyną przeprowadzenia keratoplastyki drążącej, około jedna czwarta przeszczepów to zabiegi na pacjentach z tym rodzajem dystrofii rogówki. Chirurg refrakcyjny wycina trepanem płatek rogówkowy z oka pacjenta i wszczepia do pozostałej tkanki ocznej rogówkę dawcy, zakładając przeważnie kombinację szwów pojedynczych i łączonych. Rogówka jest tkanką nieukrwioną, dlatego też typ krwi dawcy i biorcy może być różny. Bank Tkanek Oka bada rogówki dawców pod kątem chorób i nieprawidłowości komórkowych.
Okres rekonwalescencji wynosi 4–6 tygodni, a pełna stabilizacja wzroku następuje często w rok lub dłużej po zabiegu, jednak większość przeszczepów cieszy się wysoką stabilnością. Według raportu Amerykańskiej Krajowej Organizacji na rzecz Stożka Rogówki spośród wszystkich przeszczepów, keratoplastyka drążąca ma najwyższy stopień powodzenia. Szansa pomyślnego przeprowadzenia zabiegu u pacjenta ze stożkiem rogówki, którego oczy poza dystrofią są zdrowe, wynosi 95% lub więcej. Zakładane przy przeszczepie szwy rozpuszczają się po około 3–5 latach. Pojedyncze szwy można jednak usunąć w okresie rekonwalescencji, jeżeli podrażniają oko pacjenta.
W Stanach Zjednoczonych zabieg przeprowadzany jest zazwyczaj ambulatoryjnie w warunkach sedacji i później wymaga szczegółowej, kilkuletniej obserwacji pod opieką chirurga okulisty. W innych krajach (Wielka Brytania, Australia) operację przeprowadza się w znieczuleniu ogólnym. Często po zabiegu następuje znaczna poprawa widzenia, jednak nawet gdy pacjent nie uzyska poprawy ostrości wzroku, wygojona rogówka przybiera bardziej naturalny kształt, umożliwiając tym samym lepsze dopasowanie szkieł korekcyjnych.
Do najczęstszych powikłań pooperacyjnych należy unaczynienie tkanki rogówki i odrzucenie przeszczepu. Utrata wzroku występuje rzadko, natomiast pooperacyjna wada wzroku jest nieraz trudna do skorygowania. W razie wystąpienia ostrej reakcji odrzucenia przeszczepu, często przeprowadza się kolejne próby, w wielu przypadkach z pomyślnym rezultatem. Nawrót choroby w przeszczepionej tkance zdarza się rzadko zazwyczaj na skutek niepełnego wycięcia chorej tkanki biorcy lub niedostatecznego przebadania materiału dawcy. Jeżeli po wstępnym okresie gojenia przez kilka lat po przeszczepie nie wystąpią zmiany, długoletnie rokowanie jest na ogół pomyślne.

#### Przeszczepy DALK
Jedną z metod zredukowania ryzyka odrzucenia jest użycie nowszej techniki o nazwie „głęboka przednia keratoplastyka warstwowa” (ang. deep anterior lamellar keratoplasty – DALK). W przeszczepach DALK tylko najbardziej zewnętrzny nabłonek i główna masa rogówki, istota właściwa, są wymieniane. Nabłonek położony bardziej do tyłu jest zachowywany, dając dodatkowe wsparcie dla integralności strukturalnej rogówki po przeszczepie. Odrzucenie przeszczepu może najczęściej zacząć się od nabłonka i dlatego przy zastosowaniu techniki DALK prawdopodobieństwo epizodu odrzucenia jest znacznie zredukowane.
Dodatkowo jeszcze istnieje możliwość przeszczepienia od dawcy tkanki, która została liofilizowana. Proces liofilizacji zapewnia, że tkanka jest martwa i nie ma w ogóle możliwości odrzucenia.
Niektórzy chirurdzy wolą usunąć nabłonek dawcy, inni pozostawiają komórki dawcy na miejscu. Usunięcie może spowodować lekkie ogólne poprawienie wzroku, ale odpowiednio wydłuża czas zdrowienia.

#### Epikeratofakia
W rzadkich przypadkach stożka rogówki przeprowadza się keratoplastykę niedrążącą zwaną też epikeratofakią (lub epikeratoplastyką). Zabieg ten polega na usunięciu warstwy nabłonka rogówki biorcy i wszczepieniu płatka rogówki dawcy na błonę Bowmana. Epikeratofakia wymaga większej wprawy od operującego i jest wykonywana rzadziej od keratoplastyki drążącej ze względu na gorsze wyniki, niemniej jednak zabieg ten może być brany pod uwagę, szczególnie w przypadku młodych pacjentów.

#### Wszczepienie pierścieni rogówkowych

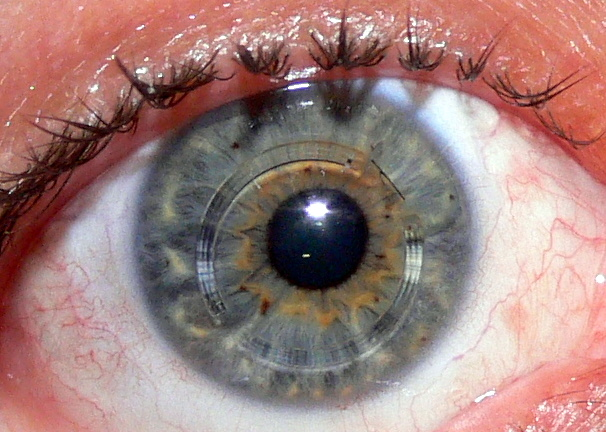
Intacs

Stosunkowo nowym zabiegiem inwazyjnym, będącym alternatywą względem przeszczepu, jest wszczepienie pierścieni śródrogówkowych. Zabieg ten polega na wykonaniu niewielkich nacięć w rąbku rogówki oraz na wsunięciu dwóch cienkich łuków wykonanych z poli(metakrylanu metylu) pomiędzy warstwy istoty właściwej rogówki z obu stron źrenicy, po czym nacięcia zostają zamknięte. Wszczepione segmenty napierają na krzywiznę rogówki, spłaszczając szczyt stożka i przywracając mu bardziej naturalny kształt. Zabieg jest przeprowadzany ambulatoryjnie pod znieczuleniem miejscowym i nie wymaga usunięcia tkanki ocznej, dzięki temu jego zaletą jest odwracalność, a nawet możliwość wymiany segmentów.
Obecnie na rynku dostępne są dwa podstawowe rodzaje pierścieni śródrogówkowych: Intacs oraz Ferrary (Ferrara Ring SegmentsTM). Pierścienie Intacs są bardziej płaskie oraz umieszczane dalej od środka źrenicy niż pryzmatyczne pierścienie Ferrary. W Stanach Zjednoczonych pierścienie Intacs zostały zatwierdzone przez Agencję Żywności i Leków jako metoda leczenia krótkowzroczności w 1999 roku, a w lipcu 2004 roku także w leczeniu stożka rogówki. Nie wydała ona jeszcze opinii dopuszczającej użycia pierścieni Ferrary w leczeniu tego zaburzenia. Rozwinięciem metody wszczepienia pierścieni rogówkowych jest zabieg polegający na wstrzyknięciu przezroczystego, syntetycznego żelu do kanaliku wydzielonego w istocie właściwej rogówki. Podczas polimeryzacji żel ten twardnieje, nabierając właściwości podobnych do uformowanych pierścieni.
Badania kliniczne nad skutecznością pierścieni śródrogówkowych w leczeniu stożka rogówki są w fazie wstępnej. Jak do tej pory wyniki są, ogólnie biorąc, zachęcające, mimo to czekają jeszcze na szerokie uznanie ze strony ogółu chirurgów refrakcyjnych. Podobnie jak w przypadku keratoplastyki drążącej, po zabiegu wszczepienia pierścieni rogówkowych konieczna może być pooperacyjna korekcja widzenia miękkimi szkłami kontaktowymi lub okularami. Do komplikacji śród- i pooperacyjnych należą: przypadkowe przesączenie żelu do komory przedniej podczas formowania kanaliku, pooperacyjne zakażenie rogówki oraz migracja lub wyciśnięcie segmentów. Prawdopodobieństwo poprawy widzenia przy pomocy pierścieni rogówkowych jest duże nawet w oczach z wadą trudną do korekcji. Nie ma jednak gwarancji i u pewnej liczby pacjentów może nastąpić pogorszenie wzroku.

#### Metoda CISIS
Metoda CISIS (Corneal IntraStromal Improvement System – system wzmacniający istotę właściwą rogówki) polega na wszczepieniu zamkniętego pierścienia (MyoRing) na głębokość 0,3 mm pod powierzchnię rogówki w uprzednio spreparowaną kieszeń. Zabieg trwa 10-15 minut i jest przeprowadzany przy znieczuleniu miejscowym. Wszczepiony pierścień poprawia geometrię rogówki czyniąc ją bardziej regularną i poprawiając przez to ostrość widzenia. W przeciwieństwie do metody ICRS (wszczepienie segmentów pierścieni rogówkowych), pierścień MyoRing nie ma zakończeń, więc nie jest możliwe wyciśnięcie pierścienia. Zabieg jest odwracalny. Metoda CISIS nie nadaje się do zastosowania, jeżeli grubość rogówki jest mniejsza niż 350 µm.

#### Keratotomia radialna
Keratotomia radialna jest chirurgią refrakcyjną polegającą na nacięciu rogówki w celu zmiany jej topologii poprzez kontrolowane tworzenie tkanki bliznowej. Jako wczesny sposób operowania krótkowzroczności, keratotomia radialna została w dużym stopniu zastąpiona zabiegiem LASIK (Laser-assisted In Situ Keratomileusis – laserowe modelowanie rogówki
in situ) oraz podobnymi metodami. W przypadku stożka rogówki metoda LASIK jest przeciwwskazana ze względu na obawę, iż usunięcie tkanki zrębowej doprowadziłoby do dalszego wyniszczenia osłabionej chorobowo rogówki.
Z podobnych przyczyn w stożku rogówki nie stosuje się keratotomii radialnej, niemniej jednak w jednej z włoskich klinik odniesiono pewien sukces przy pomocy zmodyfikowanej asymetrycznej keratotomii radialnej, w której nacięcia ogranicza się do jednej części oka. Po zbadaniu grubości rogówki przy pomocy pachymetru chirurg wykonuje w niej nacięcia do głębokości 70–80%. Jak przy wszystkich formach chirurgii refrakcyjnej po zabiegu pacjent może doświadczyć światłowstrętu oraz zmian ostrości wzroku.

## Inne niezapalne choroby rogówki
Istnieje kilka innych, zazwyczaj rzadszych, niezapalnych zaburzeń, które prowadzą do ścieńczenia rogówki:
Keratoglobus
Keratoglobus – bardzo rzadka choroba, która jest być może genetycznie powiązana ze stożkiem rogówki. Charakteryzuje się znacznym ścieńczeniem rogówki, widocznym zwłaszcza na jej obrzeżach, której efektem jest sferyczne, nieznacznie powiększone oko.
Zwyrodnienie brzeżne przezroczyste
Zwyrodnienie brzeżne przezroczyste – zaburzenie charakteryzujące się ścieńczeniem wąskiego paska (1–2 mm) rogówki, przeważnie wzdłuż jej wewnętrznego brzegu, prowadzące do silnego nieregularnego astygmatyzmu. W większości przypadków obwodowe ścieńczenie rogówki można skorygować przy pomocy okularów lub soczewek kontaktowych.
Tylny stożek rogówki
Tylny stożek rogówki – rzadka, zazwyczaj wrodzona wada polegającą na ścieńczeniu rogówki od wewnątrz. Mimo podobieństwa nazw, pomiędzy tylnym stożkiem rogówki a stożkiem rogówki istnieją ważne różnice: pierwsze z zaburzeń jest przeważnie regularne, nieprogresywne i występuje w jednym oku.